# Unterschächen
Unterschächen je obec ve švýcarském kantonu Uri. Leží přibližně 10 kilometrů východně od hlavního města kantonu, Altdorfu, na silnici Klausenpassstrasse, vedoucí před stejnojmenné sedlo, v nadmořské výšce 995 metrů. Žije zde 696 obyvatel.

## Geografie

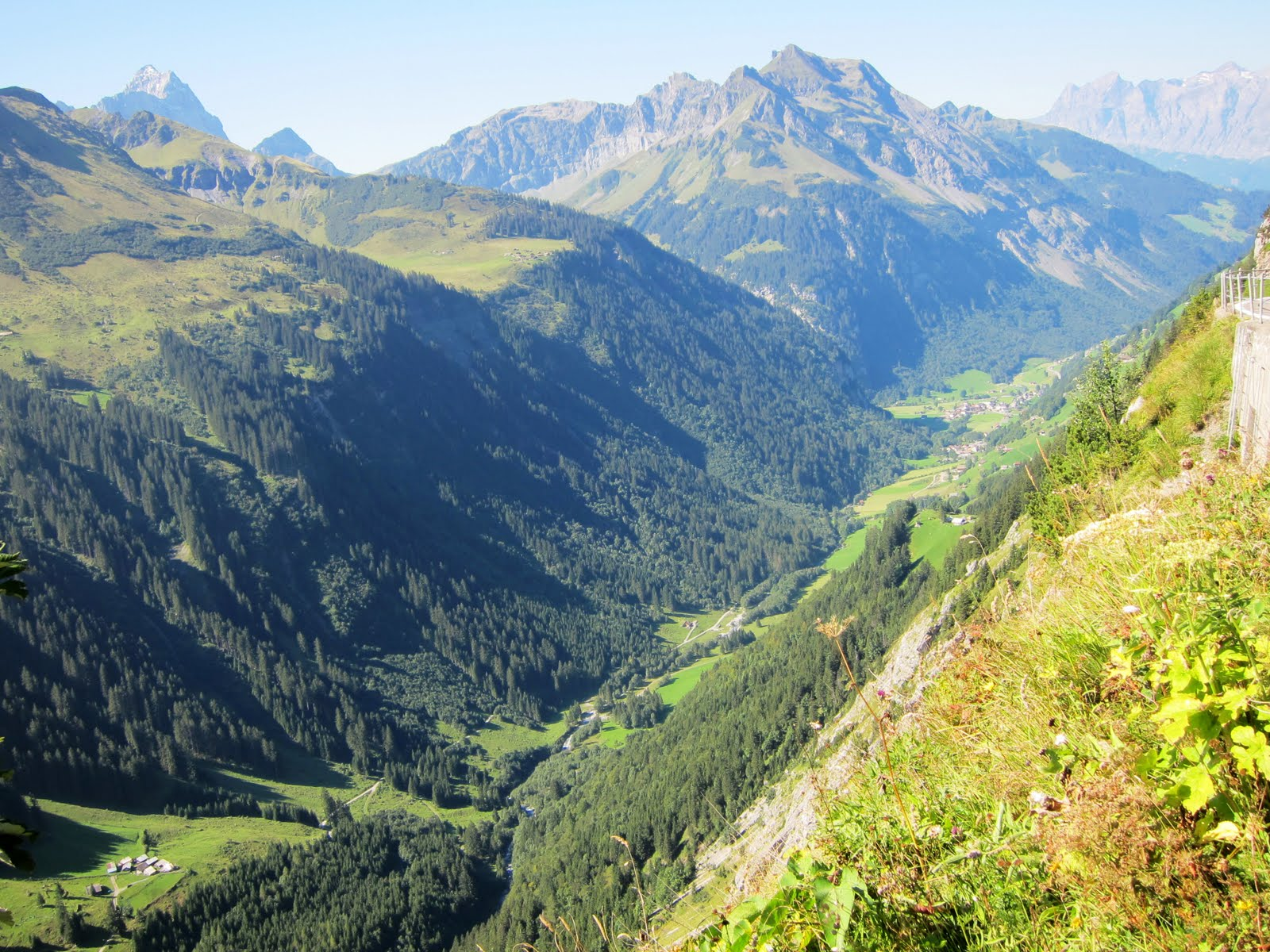
Údolí Urner Schächental

Unterschächen leží v zadní části údolí Urner Schächental. Výraznou hranici obce tvoří Schächentaler Windgellen (2622 m n. m.) na severu, sedlo Klausenpass na východě a Gross Windgällen (3187 m n. m.), Ruchen a Schärhörner na jihu. K obci patří osada Urigen (1282 m n. m.), tyčící se v prudkém svahu severozápadně od obce, osada Schwanden (1072 m n. m.) 1 km východně od obce, rozptýlená osada Schwandenbergen, Brunni (1395 m n. m.) v údolí Brunni jižně od Unterschächenu a osada Klausenpass, jakož i četné skupiny domů, horské osady a jednotlivé zemědělské usedlosti.
Pouze 14 ha, tj. 0,17 % rozlohy obce, tvoří sídelní plochy. Významnější je zemědělská plocha s rozlohou 3062 ha, což představuje podíl 38,1 %. Většinu území obce pokrývají lesy a lesní porosty (1034 ha, tj. 12,9 %) nebo neproduktivní půda (vodní plochy a hory; 4876 ha, tj. 60,7 %).
Unterschächen sousedí na severovýchodě s obcí Muotathal v kantonu Schwyz, na východě se spiringenskou exklávou Urnerboden, na jihu se Silenenem, na jihozápadě se Schattdorfem, na západě se Spiringenem a na severozápadě s Bürglenem.

## Historie

Letecký snímek údolí z roku 1925

Nejstarší zmínka o obci pochází z roku 1290 pod názvem underschechen. Klášter Fraumünster v Curychu měl v Unterschächenu historicky své statky, avšak většinu půdy tvořil selský majetek ve vlastnictví místních zemědělců. Církevně patřilo údolí Schächental do farnosti Bürglen. V roce 1290 darovali obyvatelé údolí kapli svatého Michala ve Spiringenu jako kapli, která se v roce 1591 stala farním kostelem. Theodula na říčce Biel v obci je doložena kolem roku 1500, současná budova byla postavena v letech 1681–1684. Po založení vlastního kaplanství v roce 1675 se Unterschächen v roce 1687 oddělil od Spiringenu. S oddělením přišla i politická nezávislost. V roce 1290 se ještě uvádí jako villa (ves), ale v roce 1497 už jako gnossame, Unterschächen vytvořil družstvo s Wassenem a vyslal tři členy do okresní rady. Místní rody Fürstů, Der Frauen a Kuonů hrály od 13. do 16. století významnou roli v regionální politice.
Vedle zemědělství a vysokohorského zemědělství, přírodních lázní provozovaných kantonem Uri v 15.–18. století, nabízelo možnosti výdělku zpracování dřeva na vlastní pile a vojenská služba. V roce 1870 byla do obce postavena silnice a v roce 1900 byla otevřena silnice Klausenpassstrasse směrem do kantonu Glarus. Pravidelné poštovní spoje jezdí do Unterschächenu od roku 1880 a do Linthalu od léta roku 1899. V letech 1955–1956 byly vybudovány lavinové zábrany nad obcí a od roku 1987 v oblasti Windgällen. Rozmach letní turistiky začal na přelomu 19. a 20. století a v druhé polovině 20. století byla vybudována zařízení pro zimní sporty.

## Obyvatelstvo

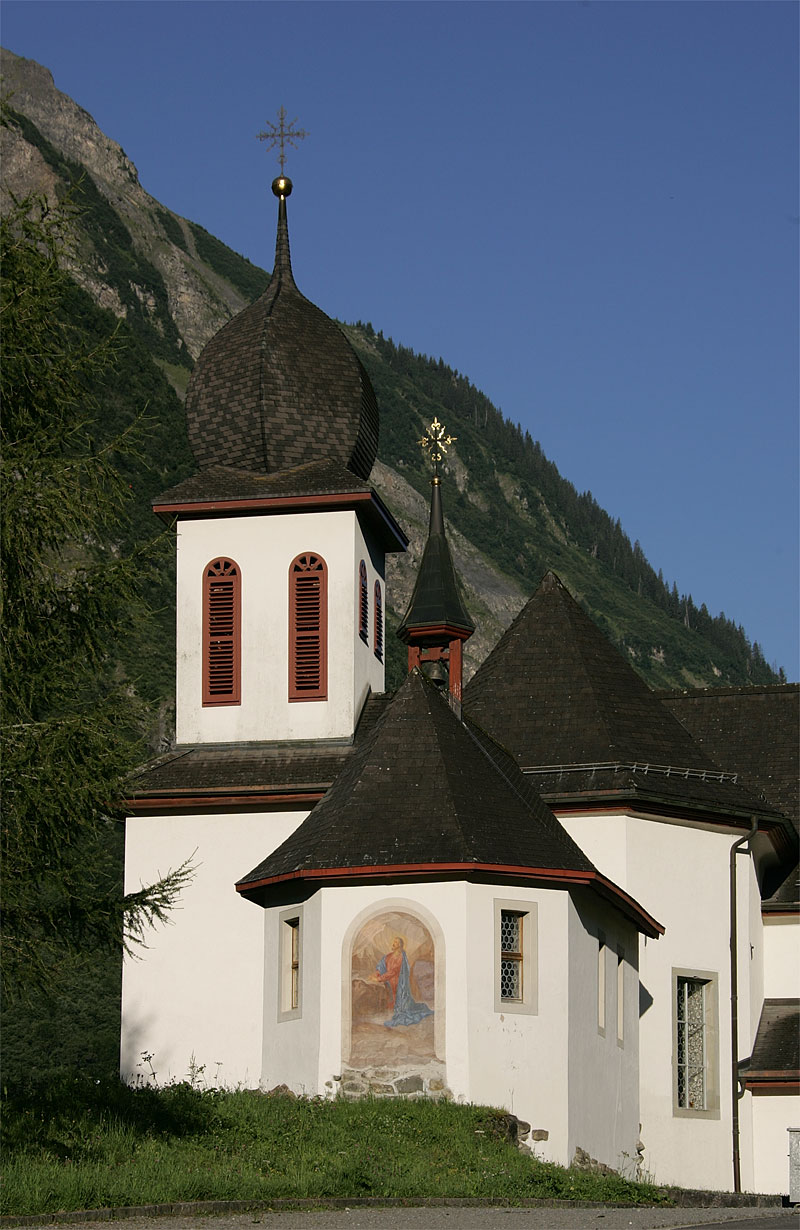
Kostel

### Vývoj populace
Počet obyvatel se v letech 1850 až 1870 téměř nezměnil. Poté až do roku 1900 silně rostl (1870–1900: +33,4 %); nárůst byl obzvláště silný v 70. letech 19. století. Kromě malých výkyvů v letech 1910 (585 obyvatel) a 1930 (minimum 582 obyvatel) se počet obyvatel až do roku 1960 vždy pohyboval kolem hranice 620 obyvatel. Mezi lety 1980 a 2000 došlo k výraznému nárůstu (+22,0 %). Od té doby počet obyvatel opět stagnuje.
| Rok            | 1850 | 1870 | 1880 | 1900 | 1920 | 1960 | 1970 | 1980 | 1990 | 2000 | 2005 |
| Počet obyvatel | 475  | 464  | 588  | 619  | 620  | 626  | 665  | 652  | 689  | 764  | 746  |

### Jazyky
Téměř všichni obyvatelé mluví německy jako každodenním hovorovým jazykem, avšak silně alemanským dialektem. Při posledním sčítání lidu v roce 2000 uvedlo 99,61 % obyvatel jako svůj hlavní jazyk němčinu, 0,21 % italštinu a 0,13 % portugalštinu.

### Národnostní složení
Z celkového počtu 746 obyvatel na konci roku 2005 bylo 740 (99,20 %) švýcarských státních příslušníků. Několik přistěhovalců pocházelo z Německa, Rakouska, Portugalska a Švédska. Při sčítání lidu v roce 2000 mělo 756 osob (98,95 %) švýcarské občanství, z toho šest osob mělo dvojí občanství.